# Lewisuchus
Lewisuchus là một chi archosauria sống vào thời kỳ Trias giữa.